# Come of Age
Albums de The Vaccines
What Did You Expect from The Vaccines?
(2011) Melody Calling
(2013)
Singles
1. No Hope
Sortie : 22 novembre 2010
2. Teenage Icon
Sortie : 24 janvier 2011
3. I Always Knew

Come of Age est le deuxième album studio du groupe britannique de rock indépendant The Vaccines. Il est sorti le 3 septembre 2012 sur le label Columbia.

## Liste des chansons
| Come of Age | Come of Age          | Come of Age | Come of Age | Come of Age | Come of Age | Come of Age | Come of Age | Come of Age | Come of Age |
| No          | Titre                | Durée       |             |             |             |             |             |             |             |
| ----------- | -------------------- | ----------- | ----------- | ----------- | ----------- | ----------- | ----------- | ----------- | ----------- |
| 1.          | No Hope              | 4:10        |             |             |             |             |             |             |             |
| 2.          | I Always Knew        | 3:34        |             |             |             |             |             |             |             |
| 3.          | Teenage Icon         | 3:05        |             |             |             |             |             |             |             |
| 4.          | All in Vain          | 3:52        |             |             |             |             |             |             |             |
| 5.          | Ghost Town           | 2:21        |             |             |             |             |             |             |             |
| 6.          | Aftershave Ocean     | 4:10        |             |             |             |             |             |             |             |
| 7.          | Weirdo               | 4:49        |             |             |             |             |             |             |             |
| 8.          | Bad Mood             | 3:06        |             |             |             |             |             |             |             |
| 9.          | Change of Heart Pt.2 | 2:18        |             |             |             |             |             |             |             |
| 10.         | I Wish I Was a Girl  | 2:53        |             |             |             |             |             |             |             |
| 11.         | Lonely World         | 5:02        |             |             |             |             |             |             |             |
| 39:35       |                      |             |             |             |             |             |             |             |             |